# Andrzej Bławdzin
Andrzej Bławdzin (* 19. August 1938 in Płochocin; † April 2023) war ein polnischer Radrennfahrer. Blawdzin war zu seiner Wettkampfzeit 67 Kilogramm schwer bei 174 Zentimetern Körpergröße. Er war Mitglied im Sportclub LZS Masowsze.
Er war 1964 Olympiateilnehmer der Spiele in Tokio und 1968 in Mexiko-Stadt. 1968 kam er mit dem polnischen Straßenvierer im Mannschaftszeitfahren auf den 6. Rang.
1967 wurde er Gewinner der Polen-Rundfahrt, 1968 gewann er das Etappenrennen Dookoła Mazowsza. Bei den UCI-Straßen-Weltmeisterschaften 1966 auf dem Nürburgring belegte er im Straßenrennen der Amateure den 25. Platz.

## Palmarès
| Jahr | Erfolg | Erfolg            | Rennen                              |
| ---- | ------ | ----------------- | ----------------------------------- |
| 1961 | 3.     | 3. Etappe, Teil a | Polen-Rundfahrt                     |
| 1961 | 2.     | 2.                | Nationalmeisterschaft Polen, Straße |
| 1964 | Sieger | 3. Etappe         | Polen-Rundfahrt                     |
| 1964 | 2.     | 10. Etappe        | Polen-Rundfahrt                     |
| 1964 | 77.    | 77.               | olympisches Straßenrennen           |
| 1965 | Sieger | 1. Etappe, Teil b | Österreich-Rundfahrt                |
| 1965 | Sieger | 6. Etappe         | Tour de l’Avenir                    |
| 1967 | Sieger | 2. Etappe         | Polen-Rundfahrt                     |
| 1967 | Sieger | 4. Etappe         | Polen-Rundfahrt                     |
| 1967 | 3.     | 6. Etappe         | Polen-Rundfahrt                     |
| 1967 | 3.     | 8. Etappe         | Polen-Rundfahrt                     |
| 1967 | 2.     | 10. Etappe        | Polen-Rundfahrt                     |
| 1967 | Sieger | Gesamtwertung     | Polen-Rundfahrt                     |
| 1968 | 2.     | 6. Etappe         | Friedensfahrt                       |
| 1968 | 3.     | 4. Etappe, Teil a | Friedensfahrt                       |
| 1969 | 3.     | 8. Etappe         | Polen-Rundfahrt                     |
| 1969 | 3.     | 6. Etappe         | Polen-Rundfahrt                     |
| 1969 | Sieger | 13. Etappe        | Friedensfahrt                       |